# Adeonella guttata
Adeonella guttata är en mossdjursart som beskrevs av Hayward 1988. Adeonella guttata ingår i släktet Adeonella och familjen Adeonellidae. Inga underarter finns listade i Catalogue of Life.